# جامعة تاراس شيفتشينكو الحكومية
جامعة تاراس شيفتشينكو الحكومية(بالروسية: Приднестровский государственный университет имени Т. Г. Шевченко)، هي الجامعة الرئيسية في جمهورية ترانسنيستريا، سميت بهذا الاسم تكريما للكاتب لأوكراني تاراس شيفتشينكو. تقع هذه المؤسسة في العاصمة تيراسبول، ويترأسها البروفيسور ستيبان بيريل. وتتميز بنظام جامعي شبيه بالنظام الجامعي لروسيا الإتحادية، وتأخذ عبارة «الطرق الوعرة تؤدي إلى النجوم» كشعار لها.

## تاريخ
في سنة 1930، تأسس معهد تربوي جامعي مكون من ثلاث كليات (الميكانيكا والرياضيات، اللغويات، والزراعة العضوية).
في مارس 1939 أخذ المعهد اسم الكاتب تاراس شيفتشينكو (بمناسبة عيد ميلاده ال 125)، وبحلول سنة 1940، إستقبلت كلياته حوالي 700 طالب بغرض الدراسة بها.
خلال الحرب الوطنية العظمى، تم إخلاء المعهد وإجلاءه صوب مدينة بوغوروسلان، الواقعة بالقرب من أورينبورغ، بالرغم من ذلك فقد مات العديد من المدرسين والطلاب وموظفي المعهد.
في 25 يونيو من سنة 1992، وبعد نهاية الأحداث المأساوية التي وقعت خلال الحرب الأهلية في مولدوفا، اتخذ قرار يقضي بدمج المعهد مع الجامعة الحكومية لترانسدنيستريا، لتأخد بذلك إسمها الحالي في سنة 1997. بحلول عام 1999 دخلت الجامعة ضمن الرابطة الأوراسية للجامعات الكلاسيكية.
توظف الجامعة  أكثر من 1000 شخص ضمن هيئة التدريس بما في ذلك 36 من الأطباء و 220 من الماجستير في العلوم. وتستقبل ما بين 12000 و15000طالب، يتلقون دروسهم باللغة الروسية، مع بعض الكراسي المقدمة باللغة المولدوفية والأوكرانية.
بالإضافة لذك توجد أيضا دورات تعليمية بالمراسلة.
القبول في الجامعة يبقى دائما مفتوح أيضا في وجه المواطنين الأجانب.

## مرافق الجامعة
- كلية تكنلوجيا الهندسة الزراعية.
- معهد بيندر للبوليتكنيك.
- المعهد العسكري.
- كلية الجغرافيا والعلوم الطبيعية.
- معهد الهندسة التقنية.
- معهد التاريخ، الإدارة العامة والقانون.
- معهد اللغات والأدب.
- كلية الطب.
- معهد ريبنيتسا الجامعي.
- كلية الفن والعمار.
- كلية التربية وعلم النفس.
- كلية التربية البدنية والرياضة.
- كلية الفيزياء والرياضيات.
- كلية الاقتصاد.
- كلية الحقوق.

## المتاحف
تسهر الجامعة على إدارة أربعة متاحف هي:
- متحف تاريخ الجامعة.
- متحف علم الآثار.
- متحف علم الحيوان.
- متحف علم الأرض والحفريات.

## شخصيات بارزة تخرجت من الجامعة
- إفغويني شيفتشوك الرئيس السابق لجمهورية بريدنيستروفيه
المولدافية.
- السياسية المعروفة نينا شتانسكي.

## روابط خارجية
- الموقع الإلكتروني الرسمي للجامعة (بالروسية)